# Mare de Déu del Roser (Vilallonga de Ter)
La Mare de Déu del Roser és una capella construïda damunt d'un tossal sobre Ca n'Huguet Vell, al municipi de Vilallonga de Ter (Ripollès), tenint com a fons un gran bosc. Hi ha poques notícies històriques de la capella, ja que és de construcció relativament recent i es troba dins una propietat privada. Només es coneixen els aplecs que anualment se celebraven a l'ermita. En traslladar-se la família Huguet al nou mas, a principis de segle, la capella i el mas van caure en decadència, i avui dia està quasi abandonada.
És d'una sola nau, amb el presbiteri en forma d'absis, el sostre és d'una volta amb falsos arcs estucats. A la part esquerra de la nau hi ha un eixamplament que podia servir com el lloc de la família o sagristia. La façana té bastant paral·lelisme amb la capella dels Dolors, també de Vilallonga, és a dir, amb una porta central, dues finestres petites laterals i un ull de bou al damunt. Té també un petit campanar en forma d'espadanya. Sobre la llinda de la porta hi ha una inscripció amb la data de 1760. La coberta està molt malmesa i hi ha humitats.